# 5272 Dickinson
5272 Dickinson (1981 QH2) là một tiểu hành tinh vành đai chính được phát hiện ngày 30 tháng 8 năm 1981 bởi Bowell, E. ở Flagstaff.